# Fungia fungites
Espèce
Statut de conservation UICN

 NT  : Quasi menacé
Statut CITES
Fungia fungites est une espèce de scléractiniaires (coraux durs) de la famille des Fungiidae, seul représentant couramment accepté du genre Fungia.

## Description et caractéristiques
Cette espèce se distingue par une bouche centrale bien visible, des côtes marquées, et des dents septales qui ne forment pas de grands lobes.

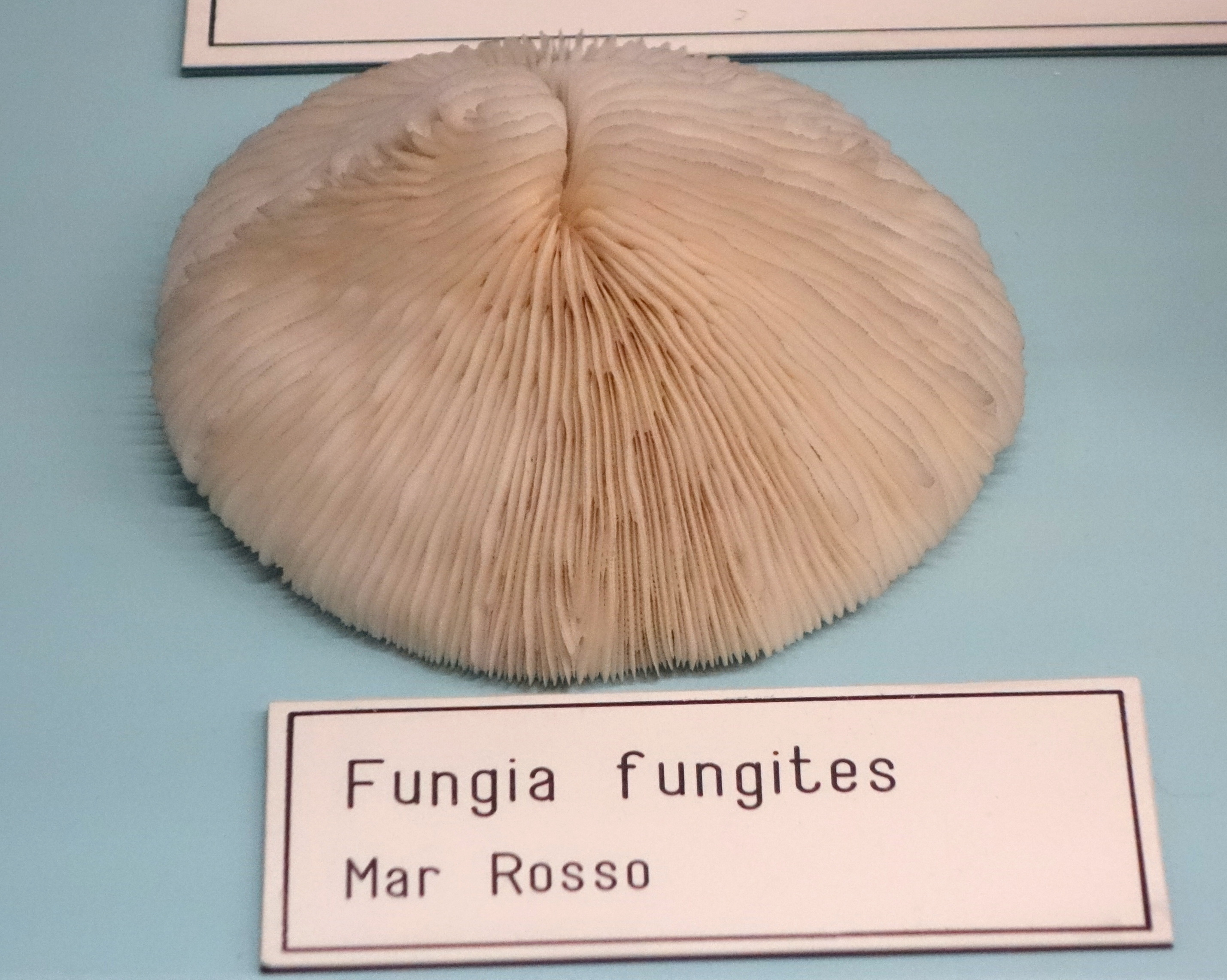
Spécimen de muséum. La plupart des photographies de cette espèces sont en réalité mal attribuées, ce genre étant souvent donné à tort à tous les représentants de la famille des Fungiidae.

## Habitat et répartition
Cette espèce se trouve à faible profondeur dans tout l'Indo-Pacifique tropical, Mer Rouge comprise.